# نظام مساءلة المسؤولين الرئيسيين
نظام مساءلة المسؤولين الرئيسيين ويشار إليه عادة باسم النظام الوزاري وأحيانًا نظام المساءلة هو نظام تم تقديمه في هونغ كونغ من قبل الرئيس التنفيذي تونغ تشو هوا في يوليو 2002، لا يعد بموجبه جميع المسؤولين الرئيسيين بمن فيهم الأمين العام والأمين المالي ووزير العدل، ورؤساء المكاتب الحكومية موظفين مدنيين محايدين سياسياً. بل بدلا من ذلك، سيصبح جلهم مرشحين سياسيين من اختيار الرئيس التنفيذي. وبموجب النظام الجديد أيضا، سيصبح جميع رؤساء المكاتب وزراء وأعضاء في المجلس التنفيذي ومجلس وزراء كما سيقدمون تقاريرهم مباشرة إلى الرئيس التنفيذي بدلاً من الأمين العام أوالأمين المالي.
قدم تونغ التغييرات في بداية ولايته الثانية، على أمل حل الصعوبات التي واجهها في الحكم. حيث تم تصوير نظام مساءلة المسؤولين بأنه مفتاح لحل المشاكل الإدارية السابقة، لا سيما عدم تعاون كبار الموظفين المدنيين مع الرئيس التنفيذي.
في عام 2008 تم توسيعه واستبداله بنظام التعيينات السياسية.